# Pilar Buepoyo Boseka
Pilar Buepoyo Boseka ist eine äquatorialguineische Politikerin. Sie war Mitglied des Panafrikanischen Parlaments für Äquatorialguinea. Sie war auch Vizeministerin für Gesundheit und Umwelt von 1999 bis 2001.